# Допит

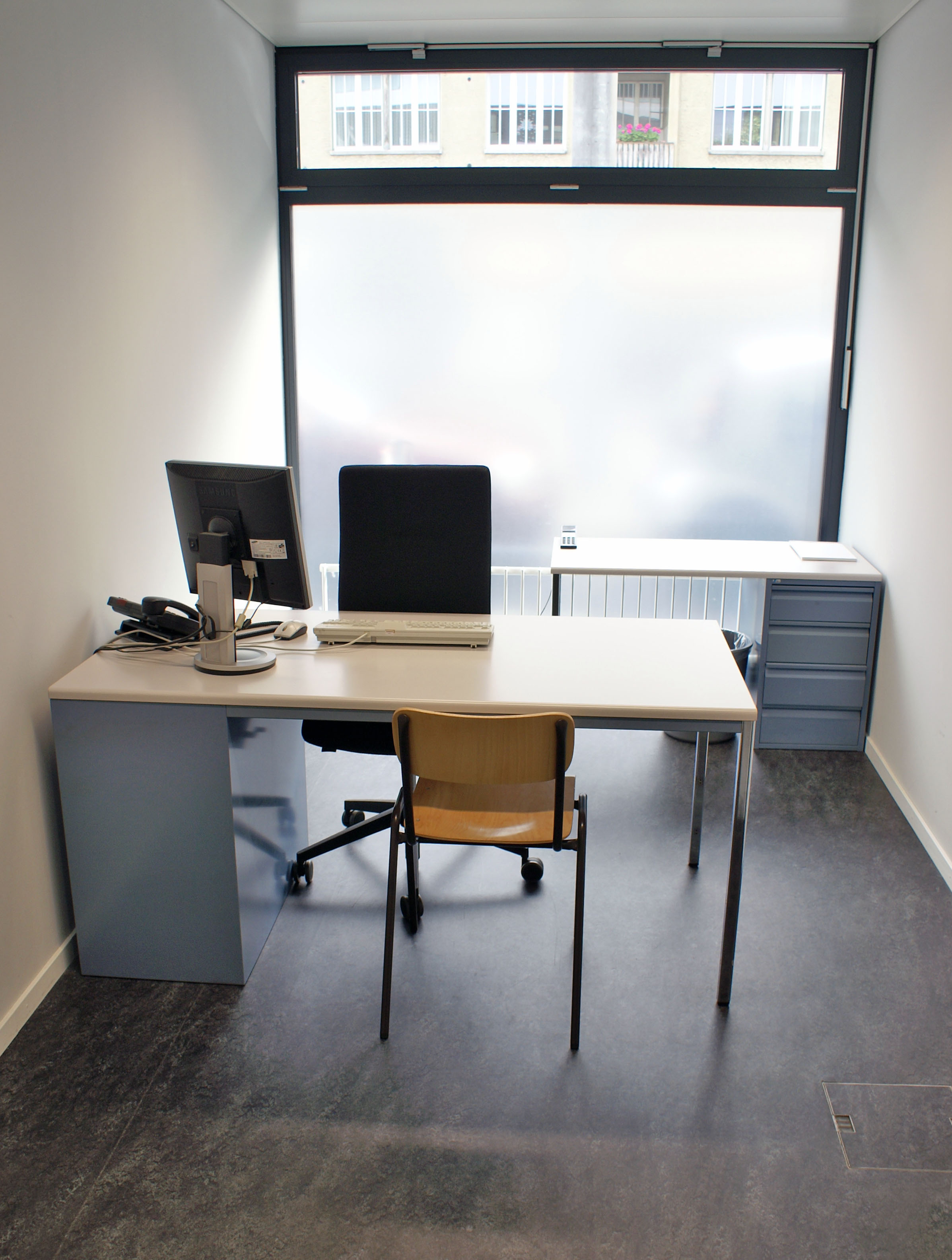
Кімната для допитів поліції Швейцарії.

Допит — слідча дія, яка проводиться органами досудового слідства, дізнання, а за дорученням слідчого, дізнавача  — оперативними підрозділами, з метою встановлення фактичних обставин кримінального провадження.

## Допит в Україні
До окремих видів допиту належать: допит свідка, допит потерпілого, допит експерта, допит обвинуваченого, допит підозрюваного.
Загальними правилами проведення будь-якого виду допиту є такі положення.
1. Виклик особи на допит здійснюється шляхом направлення повістки, телеграми або телефонограми. Особи, які не з'явилися за викликом без поважних причин, можуть бути піддані ухвалою слідчого судді приводу.
2. Місцем проведення допиту є місце провадження досудового слідства, а в разі необхідності та за погодженням із особою, яку мають намір допитати  – місце перебування того, кого допитують.
3. Викликані в одній і тій самій справі особи допитуються порізно і не повинні мати можливості спілкуватися між собою.
4. Слідчий, прокурор має право провести одночасний допит двох чи більше вже допитаних осіб для з'ясування причин розбіжностей у їхніх показаннях.
5. Перед допитом встановлюється особа, викликана на допит. Допитуваному роз'яснюються процесуальні права та обов'язки, а також порядок проведення допиту. Допитуваний попереджається про визначену в законі відповідальність.
6. Допит не можна проводити в нічний час (з 22.00 до 6.00), крім випадків, коли його не можливо відкласти.
7. Забороняються довгі виснажливі допити. До таких можуть належати допити тривалістю понад дві години без перерви або допит протягом доби загальною тривалістю понад вісім годин.
8. Забороняється домагатися показань шляхом насильства, погроз, брехні, шантажу та інших незаконних засобів. Під час допиту неприпустимо застосовувати гіпноз або психотропні засоби. Не передбачена можливість отримання показань за винагороду, адже цінність «такого товару» може буде «з присмаком  корисливого інтересу».
9. Будь-який допит починається з того, що слідчий насамперед встановлює особистість того, кого допитує.
10. Допитуваному пропонується в довільній формі викласти все, що йому відомо у справі. Потім йому можуть бути поставлені запитання.
11. Особа має право не відповідати на запитання з приводу тих обставин, щодо надання яких є пряма заборона у законі (таємниця сповіді, лікарська таємниця, професійна таємниця захисника, таємниця нарадчої кімнати тощо) або які можуть стати підставою для підозри, обвинувачення у вчиненні нею, близькими родичами чи членами її сім'ї кримінального правопорушення, а також щодо службових осіб, які виконують негласні слідчі (розшукові) дії, та осіб, які конфіденційно співпрацюють із органами досудового розслідування.
12. Допитувана особа має право використовувати під час допиту власні документи і нотатки, якщо її показання пов'язані з будь-якими обчисленнями та іншими відомостями, які важко зберегти в пам'яті.
13. Оголошення показань, наданих учасниками допиту на попередніх допитах, дозволяється лише після давання ними показань.
14. Допитуваним особам у процесі допиту можуть пред'являтись для ознайомлення речові докази, документи, висновки експертів, матеріали технічного документування інші матеріали кримінальної справи.
15. Під час допиту може застосовуватися фотозйомка, аудіо- та/або відеозапис.
16. Хід і результати допиту фіксуються у протоколі допиту. Показання допитуваного записуються від першої особи і, за можливості, дослівно.
17. За бажанням допитуваної особи вона має право викласти свої показання власноручно.
18. Якщо в процесі допиту застосовуються звукозапис, кінозйомка, відеозапис або інші технічні засоби документування, то про це слідчий зобов'язаний попередити допитуваного, повідомивши йому найменування, технічні характеристики та мету застосування цього засобу фіксації показань. Після закінчення допиту результати застосування технічних засобів надаються допитуваному для ознайомлення.
19. Допитуваний має право знайомитися з протоколом допиту, робити свої заяви, зауваження, доповнення та уточнення, які підлягають занесенню до протоколу.
20. Допитуваний має засвідчити своїм підписом правильність записів у протоколі, він  підписує кожну сторінку протоколу допиту.
Перед допитом встановлюється особа, роз'яснюються її права, а також порядок проведення допиту. У разі допиту свідка він попереджається про кримінальну відповідальність за відмову давати показання і за давання завідомо неправдивих показань, а потерпілий — за давання завідомо неправдивих показань. За необхідності до участі в допиті залучається перекладач.
У разі відмови від дачі свідчень відповідно до Конституції України допит негайно припиняється.
Допит не може тривати безперервно понад 2 години, а в загальному — понад 8 годин на день.
Крім того, під час допиту може застосовувати фото-, відеозйомка, а особа, яка допитується, може користуватись нотатками, записниками тощо.

### Попередній допит в залі судового засідання
У виняткових випадках, пов'язаних із необхідністю отримання показань свідка чи потерпілого під час досудового розслідування, якщо через існування небезпеки для життя і здоров'я свідка чи потерпілого, їх тяжкої хвороби, наявності інших обставин, що можуть унеможливити їх допит в суді або вплинути на повноту чи достовірність показань, сторона кримінального провадження має право звернутися до слідчого судді із клопотанням провести допит такого свідка чи потерпілого в судовому засіданні У цьому випадку допит свідка чи потерпілого здійснюється у судовому засіданні в місці розташування суду або перебування хворого свідка, потерпілого в присутності сторін кримінального провадження з дотриманням правил проведення допиту під час судового розгляду.

### Допит малолітньої або неповнолітньої особи
Допит малолітньої або неповнолітньої особи проводиться у обов'язковій присутності законого представника, психолога або педагога. Допит малолітньої або неповнолітньої особи не може продовжуватися безперервно понад одну годину, а загалом — понад дві години на день.

## Допит у інших країнах

### ВВеликій Британії
Допит в Британії регламентується:
- Законом про права людини
- Законом про регулювання слідчих повноважень
- Законом по боротьбі з тероризмом, злочинністю та забезпечення безпеки
- Законом про тероризм

Всі співробітники поліції навчаються методам допиту під час основної підготовки, підвищення кваліфікації. При розслідуванні шахрайства, злочинів проти дітей та сексуальних злочинів участь у допиті також беруть спеціалісти.

### ВСША

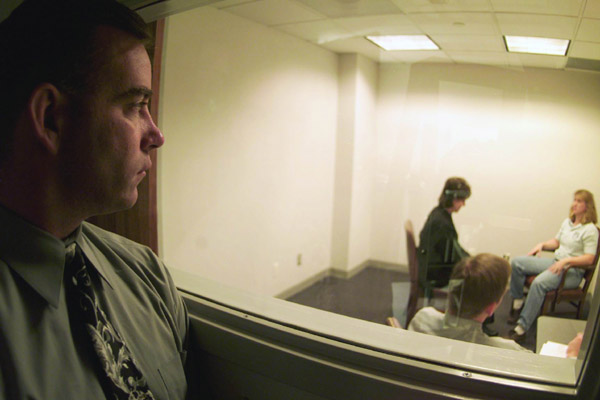
Управління спеціальних розслідувань ВПС США проводить допит

Особливості допиту в США залежать від штату, одначе основні положення визначенні на федеральному рівні Конституцією США та федеральними законами.
Крім того, спецслужби США підозрюються у незаконих допитах та тортурах у в'язниці Гуантанамо, Іраці. При цьому відомі випадки притягнення військовослужбовців до відповідальності за порушення Кодексу військової юстиції, згідно з яким тортури є федеральними військовими злочинами і не мають терміну давності.

### ВШвеції
Допит в Швеції відбувається у формі опитування, коли може бути опитана будь-яка особа. Крім того, є судовий допит, який відбувається після арешту особи та повідомлення їй про підозру.

### ВІталії
В Італії допит може проводитись прокурором та поліцією. При цьому поліція не може допитувати підозрюваного чи заарештованого. Особа викликається на допит прокурором, при цьому їй повідомляється, що у випадку неявки, її може бути доставлено силою.